# Рухолах Хомеини
Рухолах Мусави Хомеини (перс. روح‌الله موسوي خمینی‎, арап. ‎; (Хомеин, 24. септембар 1902 — Техеран, 3. јун 1989), познат и као Ајатолах Хомеини и Имам Хомеини, је био ирански политичар и ајатолах. Био је ирански политички и духовни вођа од исламске револуције 1979. до своје смрти. Наследио га је Али Хамнеј
Године 1950, је проглашен ајатолахом, што је највећи чин верског вође код исламских шиита. Током антивладиних демонстрација 1963. изјаснио се против аграрних реформи и западњачког владања Мухамеда Резе Пахлавија, због чега је одмах био послат у затвор. Пошто је насилно протеран из Ирана 1964. отишао је да живи у Ирак, но протерао га је и Садам Хусеин, па се 1978. сместио покрај Париза, одакле је агитирао за рушење шаха. Дана 1. фебруара 1979, две седмице након што је шах напустио Иран, Хомеини се вратио попраћен овацијама. Проглашен је верским вођом Иранске револуције и четири дана касније постављен је за члана владе. У новембру 1979. Хомеини је одобрио иранским милитантима напад на америчку амбасаду у Техерану. Референдумом из децембра 1979. проглашен је нови устав који је именовао Хомеинија доживотним политичким и верским вођом. Поново је постављен строги исламски закон. Одуговлачио је Ирачко-ирански рат и уз горчину прихватио УН-ово примирје 1988.
Хомеини је био марја („извор опонашања“) у дванаестничком шиитском исламу, иџтихад или факих (стручњак за шеријат) и аутор више од 40 књига, али пре свега је познат по својим политичким активностима. Он је провео више од 15 година у егзилу због свог противљења последњем шаху. У својим списима и проповедима проширио је теорију велајат-ел факих, „старатељство исламских правника (клерикална власт)”, како би укључио теократску политичку владавину исламских правника. Овај принцип (иако широј јавности није био познат пре револуције), додат је новом иранском уставу након што је стављен на референдум. Према Њујорк Тајмсу, Хомеини је демократију назвао еквивалентном проституцији. Да ли су Хомеинијеве идеје компатибилне са демократијом и да ли је он намеравао да Исламска Република буде демократска остаје спорно. Он је био Особа године часописа Тајм за 1979. годину због свог међународног утицаја, и Хомеини је описан као „виртуално лице шиитског ислама у западној популарној култури”. Године 1982, он је преживео један покушај војног пуча. Хомеини је био познат по својој подршци узимању талаца током Иранске талачке кризе, његова фатва је позивала на убиство британско индијског романописца Салмана Руждија, и по томе што је Сједињене Државе називао „великом сотоном” и Совјетски Савез „мањом сотоном”. Хомеини је био критикован због ових дела и због кршења људских права Иранаца (укључујући његово наређивање погубљења хиљада политичких затвореника, ратних злочинаца и заробљеника Иранско-ирачког рата).

## Писана заоставштина имама Хомеинија
Имам Хомеини је написао на десетине књига из области етике, гнозе, јуриспруденције, филозофије, политике и друштвених питања. 
Током свог богатог и плодног стваралаштва имам Хомеини се бавио широким спектром тема из разних области верског, политичког и друштвеног живота. Давао је коментаре и тумачења бројних филозофских, гностичких и верозаконских дела других аутора, покретао питања и у виду расправа излагао своја становишта о општим и практичним аспектима верозакона. Такође, држао је предавања од којих су многа забележена и касније објављена. Бележио је своје најважније ставове, мишљења и упозорења о политичким и друштвеним проблемима са којима се суочавају исламска друштва, и људска заједнице уопште, у форми чињеница поткрепљених документарним анализама и добронамерним саветима.

### Стил
Имам Хомеини писао је префињеним стилом. У својим делима придржавао се традиционалних правила писања, водећи рачуна о редоследу у излагању и сажетости. Течна проза, коришћење књижевних умећа, свежа иновативност композиције у његовим политичким и верским порукама створили су основе за преображај у иранској верској и политичкој књижевности. Утицај специфичне терминологије и композиције које је имам користио већ је прихваћен у делима савремене персијске књижевности, па чак и у свакодневном говорном језику људи. Поједина дела имама Хомеинија, као што су она из области јуриспруденције и њене методологије и гнозе написана су на арапском језику, док су остала написана на персијском. Поједина имамова дела написана су специфичним стилом, тако да је разумевање истих немогуће без тумачења меродавних ауторитета из тих области, док су остала његова дела написана нешто једноставнијим стилом. Дела чију је ревизију и репринт у скорије време извршио Институт за прикупљање и објављивање дела  имама Хомеинија предњаче у односу на остала издања, и то у погледу уводних напомена, фуснота са објашњењима, прегледа индекса појмова, као и по бризи за тачност текста и приказу илустрација са репродукцијама оригиналних страница рукописа. У последњих неколико година известан број имамових дела по први пут је публикован у издању поменутог Института.

### Истакнута и позната дела
Између више од педесет дела која по свом стилу, композицији и садржају илуструју свеобухватност интересовања имама Хомеинија, следећа се могу издвојити као најрепрезентативнија:
„Коментар на јутарњу молитву” (перс. شرح دعای سحر‎) је дело које садржи тумачење дубоких гностичких аспеката филозофије и калама (исламске теологије), засновано на куранским поглављима и предању Посланикових потомака, као коментар на молитву познату као мубахала, односно јутарњу молитву.  Ово је прво гностичко–филозофско дело Хомеинија објављено 1929. године.
„Светиљка упуте у халифат и велајат” (арап. مصباح الهدایة إلی الخلافة والولایة‎) представља једно од најдубокоумнијих и најблиставијих дела на тему исламске гнозе у савременој ери. Занимљиво је напоменути да је рад на овој књизи имам Хомеини завршио када му је било свега 28 година.
„Збирка поезије имама Хомеинија” (перс. دیوان شعر‎) представља збирку имамових поетских достигнућа која је сакупио и публиковао Институт за прикупљање и објављивање дела имама Хомеинија. Збирка садржи шест поглавља написаних у различитим песничким формама (газел, катрен, касида, маснави). 
Имам Хомеини је писао гностичку, политичку и социјалну поезију још од своје младости. На жалост, већи део тих песама је изгубљен током бројних селидби или рација и преметачина које су агенти САВАК-а вршили у имамовом дому и библиотеци, или услед неких других околности. У времену након победе Исламске револуције имам Хомеини је писао стихове у форми газела, катрена и маснави.
„Гностичка писма” (перс. نامه های عرفانی‎) је збирка имамових писама упућених његовим рођацима. То су углавном етичко-гностичке опоруке, упуте и савети упућени његовом сину Ахмеду (О важности намаза за унапређење душе) и његовој снахи Фатими Табатаби, као и неколико газела (Љубав Вољеног; Тајне душе; Слободан од света; Скривена тајна; Муштулук сједињења).
„Књига светлости” (перс. صحیفه نور‎) (поруке, предавања, говори, интервјуи, декрети и писма) је збирка политичких и социолошких радова имама Хомеинија сабраних у 22 тома. Осим у својим књигама „Откривање тајне”, „Исламска власт”, и „Политичко-Божански тестамент”, имам Хомеини је своје ставове и политичке, друштвене и верске смернице излагао и у стотинама проповеди, порука, одлука и писама током низа година борбе вођене пре и након победе Револуције. Ове смернице су објављиване у различитим формама и облицима, и под различитим насловима.
„Тумачење 40 хадиса” (перс. شرح چهل حدیث‎)је дело у којем се даје тумачење четрдесет предања Божијег посланика, настало као део дугачке традиције међу муслиманским учењацима која налаже памћење четрдесет хадиса. Осим поприлично уобичајених поступака у оваквим делима, као што су анализе ланаца преносилаца или језичке анализе израза употребљених у самом хадису, ово дело се посебно одликује и издваја дубоким гностичким тумачењима. Неретко се чини да су пронађена и понуђена сва значења хадиса, а онда аутор као да читаоца у наставку тумачења преноси на један нови, виши степен гностичке спознаје, што сведочи о његовом огромном знању и разумевању, али и о дубини и свеобухватности хадиса који тумачи. Ово дело спада у етичка и гностчко-спознајна дела међу којима, по свом садржају и актуелности тема које обрађује, заузима високо место.
„Адаби намаза” (перс. آداب نماز‎) је гностичко дело имама Хомеинија које је аутор завршио 1941. године. У њему се говори о духовним правилима и тајнама молитве. Аутор у овом делу објашњава да исламска молитва, као једна од обавеза прописаних сваком муслиману, нема само своје шеријатско и егзотеријско значење и смисао, него и оно унутрашње, езотеријско о чему говори и Куран и хадис. Опис смисла и значења намаза подсећање је на духовно уздигнуће (мираџ). Три године пре писања овог дела, у једном вредном трактату „Сирр ал салат”, имам Хомеини је такође описао тајне намаза, али у сажетој форми прилагођеној добрим познаваоцима ове тематике. Како би ову тему прибижио широј публици, аутор је написао „Адабе намаза”, о чему каже: „Пре овога, написао сам есеј у којем сам се у границама својих могућности бавио тајнама намаза. Како он није близак обичном пуку, одлучих да напишем неколико редова о срчаним прописима овог духовног уздигнућа верника.”
„Исламска власт” (перс. ولایت فقیه‎) је једно од познатијих дела имама Хомеинија, написано 1970. године и вероватно најутицајнији документ написан у модерно доба у прилог теократској владавини. Ова књига обухвата низ предавања за време његовог изгнанства у Ираку (Наџаф) која описују суштину уређења система за који се он залагао. Књига доказује да се власт мора водити у складу са традиционалним исламским законом (Шеријат), а да би се то десило, водећи исламски правник мора осигурати политичко старатељство над народом. Измењени облик ове доктрине уграђен је у Устав Исламске Републике Иран из 1979. године  након иранске револуције, а аутор доктрине Ајатолах Хомеини био је први правник старатељ или Врховни вођа Ирана. Док је био у изнанству у Ираку у светом граду Наџафу, Хомеини је у периоду од 21. јануара до 8. фебруара 1970. године групи својих студената одржао серију од 19 предавања о исламској власти. Забелешке са ових предавања убрзо су преточене у књигу која је изашла под три различита наслова: „Исламска власт”, „Ауторитет правника” и „Писмо имама Мусавија Кашефа ал-Гите” (како би обмануо иранске цензоре). Књига мањег обима (од 150 страница) је прокријумчарена у Иран и широко распрострањена међу Хомеинијевим присталицама пре револуције. Садржај књиге врло добро показује природу исламског уређења државе, и то у две димензије: унутрашњој и спољној политици, и објашњава основну и темељну филозофију која стоји иза исламске владавине. Имам Хомеини у њој доказује потребу за исламском државом и дефинише облик исламске власти и квалификације владара, и на крају износи програм за успостављање исламске власти. Последњи део књиге садржи политички и верски тестамент имама Хомеинија. Тестамент почиње краћим освртом на изворно шиитско учење у којем аутор говори о истинитости изворног ислама и представља лажне поборнике ислама и прокламаторе тзв. „америчког ислама” у данашњем времену. У наставку тестамента садашњим и будућим генерацијама сугерише се чување исламске револуције и подсећа на важност придавања пажње појави, карактеру и мотивима револуције, као и способности и моћи ислама у доношењу среће и задовољства људским друштвима. Свој тестамент имам Хомеини завршава давањем конструктивних савета и препорука свим слојевима друштва, функционерима ИР Иран, владарима исламских земаља, и муслиманима у целом свету и свим угроженим људима света.
„Велики џихад или борба са самим собом” (перс. جهاد اکبر یا مبارزه با نفس‎) су предавања имама Хомеинија из Наџафа, које је 1991. године објавио Институт за прикупљање и објављивање дела Имама Хомеинија. Џихад у исламу значи настојање и труд на Божијем путу. Постоје две врсте џихада: спољни џихад (физички џихад), помагање Божје вере је оловком, језиком или мачем и унутрашњи џихад (духовни џихад или борба против себе). Духовни џихад је борба против сваког зла, гнева, пожуде, страсти и сваког облика рђавих моралних навика. Џафар ас-Садик, шести шиитски имам, рекао је: Мухамед је послао војску на ратиште ради одбране. Након њиховог успешног повратка, рекао им је: „Благословени су људи који су учинили мали рат, али ипак остаје им велики рат.” У верској пракси борба са самим собом назван је великим ратом, а физичка борба малим ратом. У овој књизи имам Хомеини налаже студентима верских наука, свештенству и свима који се боре против својих страсти: „Неопходно је да се духовно прочистите тако да кад преузмете одговорно месту у друштву, прочистите и друге и на тај начин предузмете корак ка исправљању и изградњи друштва”.